# Rampljuset
Rampljuset var ett TV-program som hade premiär 2008 i SVT Barnkanalen. Programledare var Gonzalo Del Rio Saldias och Erik Segerstedt, känd från Idol.
Det är ett talangjaktsprogram, där fyra artister varje vecka tävlar om en plats i finalen. Publiken avgör hur länge artisterna får uppträda. Till sin hjälp har publiken tre experter/jurymedlemmar, bestående av Teodor Andersson (11 år), Karl Bergholtz (14 år) och Michelle Dzgoeva (12 år), som bedömer de tävlande inför omröstningarna.